# ヴィルールバンヌ
ヴィルールバンヌ （Villeurbanne）は、フランス、オーヴェルニュ＝ローヌ＝アルプ地域圏、メトロポール・ド・リヨンのコミューン。

## 由来
ラテン語のvilla urbana（fr、住居を含む広大な農場）に由来する。現在の駅前広場にあたる場所に、ローマ時代の農場があった。

## 歴史
ローヌ川が自然の境界となっていたドーフィネ（1349年、フランス王国へ併合）に、ヴィルールバンヌはつくられた。1355年、当時のヴィルールバンヌ領主であったサヴォイア伯がフランス王と領地を交換したため、ヴィルールバンヌはフランス領となった。
主に農業の町であったヴィルールバンヌは、19世紀まで草原に村落が点在する未開発の土地だった。時にはローヌ川が氾濫し、平野を水浸しにした。1852年にローヌ県の一部となるまでは、歴史的にイゼール県の一部だった。産業革命が始まり、ヴィルールバンヌは織物産業で繁栄した。主としてイタリアからの移民が多かった。リヨンの労働者階級が暮らす郊外の町として、急速に発展した。

## 著名な出身者
- ロール・マナドゥ - 水泳選手
- フローラン・マナドゥ - 水泳選手　ロールの弟
- ウィレム・ジュベル - サッカー選手
- セバスチャン・フィリップ - レーシングドライバー
- ブラッドリー・バルコラ - サッカー選手

## 姉妹都市
- マヒリョウ、ベラルーシ
- バト・ヤム、イスラエル
- アボヴヤン、グルジア
- アバニリャ、スペイン